# Amarula

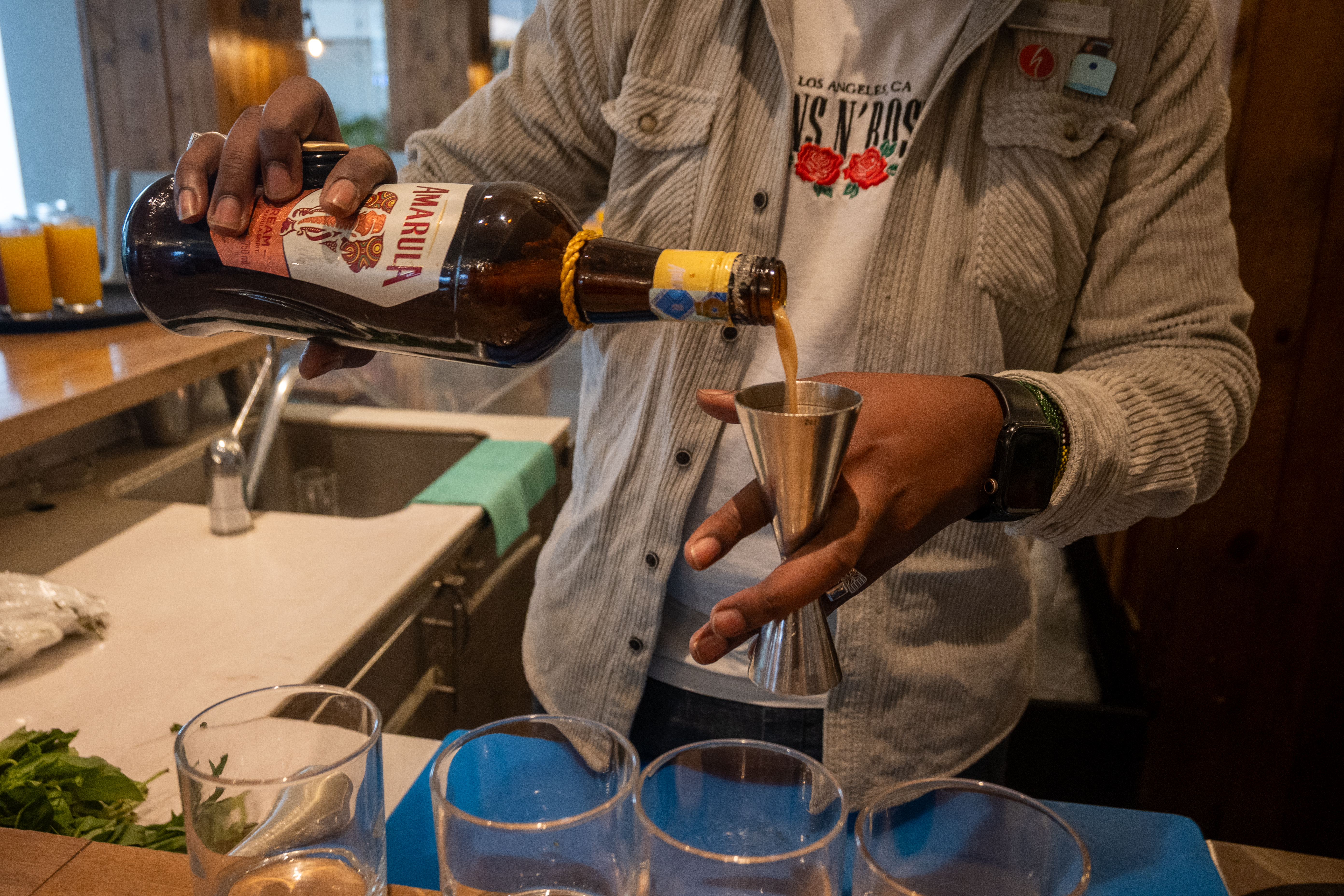
Un bartender sirviendo Amarula.

Amarula es una crema de licor a base de azúcar, crema y fruto de marula fermentada. Su contenido alcohólico alcanza un 17% y es de un sabor a caramelo y frutas. Ha tenido cierto éxito internacional en competiciones de bebidas alcohólicas, ganando una medalla de oro en la San Francisco World Spirits Competition de 2006.
Fue comercializado inicialmente como licor en septiembre de 1989, habiéndose lanzado en 1983 como bebida alcohólica. Tiene un ligero sabor a caramelo de fruta. Amarula ha recibido críticas consistentemente buenas, con el defecto, como muchos licores crema, de ser demasiado dulce para algunos paladares. Se ha convertido en la segunda crema de licor más vendida tras el Baileys Irish Cream, con especial éxito en Brasil. Es muy popular y común en toda África, especialmente en el sur y la costa este. Recientemente Amarula ha intentado introducirse en el mercado estadounidense.